# Исмаил Ахмад Мухаммад Хасан
Исмаил Ахмад Мухаммад Хасан е палестински дипломат.
- Посланик в България от 2006 г.

Завършва право в Москва (1977-1983).
Доктор по международно право.